# European Silver League femminile 2024
L'European Silver League 2024, 6ª edizione dell'omonima competizione di pallavolo femminile, si è svolta dal 16 maggio al 13 giugno 2024: al torneo hanno partecipato dieci squadre nazionali europee e la vittoria finale è andata per la prima volta al Portogallo.

## Regolamento

### Formula
La formula ha previsto:
- Fase a gironi, disputata con girone all'italiana: le prime due classificate hanno acceduto alla finale.
- Finale, giocata con gara di andata e ritorno (a ogni partita vengono assegnati punti come nella fase a gironi: in caso di stesso numero di punti viene disputato un golden set): la vincitrice è promossa alla European Golden League 2025.

### Criteri di classifica
Se il risultato finale è stato di 3-0 o 3-1 sono stati assegnati 3 punti alla squadra vincente e 0 a quella sconfitta, se il risultato finale è stato di 3-2 sono stati assegnati 2 punti alla squadra vincente e 1 a quella sconfitta.
L'ordine del posizionamento in classifica è stato definito in base a:
- Numero di partite vinte;
- Punti;
- Ratio dei set vinti/persi;
- Ratio dei punti realizzati/subiti;
- Risultati degli scontri diretti.

## Squadre partecipanti
| Squadra              | Qualificazione                    | Ultima partecipazione       |
| -------------------- | --------------------------------- | --------------------------- |
| Bosnia ed Erzegovina | 9ª in European Golden League 2023 | European Silver League 2021 |
| Fær Øer              | 7ª in European Silver League 2023 | European Silver League 2023 |
| Finlandia            | Wild card                         | Debutto                     |
| Georgia              | 6ª in European Silver League 2023 | European Silver League 2023 |
| Islanda              | Wild card                         | Debutto                     |
| Lettonia             | 5ª in European Silver League 2023 | European Silver League 2023 |
| Lussemburgo          | Wild card                         | European Silver League 2022 |
| Montenegro           | 4ª in European Silver League 2023 | European Silver League 2023 |
| Portogallo           | 3ª in European Silver League 2023 | European Silver League 2023 |
| Ungheria             | Wild card                         | Debutto                     |

## Torneo

### Fase a gironi

#### Prima settimana

##### Girone 1
| 17 maggio 2024 Íþróttahúsið Digranes, Kópavogur Durata: 1h:39 - Spettatori: 130 | Lettonia | 3 - 1 | Islanda  | 20-25, 25-18, 25-14, 25-19 |
| 18 maggio 2024 Íþróttahúsið Digranes, Kópavogur Durata: 1h:41 - Spettatori: 85  | Ungheria | 3 - 1 | Lettonia | 25-21, 28-30, 25-9, 25-18  |
| 19 maggio 2024 Íþróttahúsið Digranes, Kópavogur Durata: 1h:12 - Spettatori: 165 | Islanda  | 0 - 3 | Ungheria | 20-25, 15-25, 15-25        |

##### Girone 2
| 16 maggio 2024 Tampereen jäähalli, Tampere Durata: 1h:02 - Spettatori: 750   | Lussemburgo | 0 - 3 | Finlandia   | 7-25, 19-25, 9-25          |
| 17 maggio 2024 Tampereen jäähalli, Tampere Durata: 1h:12 - Spettatori: 550   | Portogallo  | 3 - 0 | Lussemburgo | 25-10, 25-13, 25-21        |
| 18 maggio 2024 Tampereen jäähalli, Tampere Durata: 1h:55 - Spettatori: 1 550 | Finlandia   | 3 - 1 | Portogallo  | 15-25, 28-26, 25-14, 25-20 |

##### Girone 3
| 17 maggio 2024 Sportska dvorana Verde, Podgorica Durata: 0h:55 - Spettatori: 100 | Fær Øer    | 0 - 3 | Montenegro | 13-25, 10-25, 15-25        |
| 18 maggio 2024 Sportska dvorana Verde, Podgorica Durata: 1h:07 - Spettatori: 55  | Georgia    | 3 - 0 | Fær Øer    | 25-16, 25-13, 25-19        |
| 19 maggio 2024 Sportska dvorana Verde, Podgorica Durata: 1h:30 - Spettatori: 400 | Montenegro | 3 - 1 | Georgia    | 25-13, 23-25, 25-14, 25-16 |

#### Seconda settimana

##### Girone 4
| 24 maggio 2024 D'Coque, Lussemburgo Durata: 1h:23 - Spettatori: 260 | Fær Øer     | 0 - 3 | Lussemburgo | 21-25, 17-25, 17-25 |
| 25 maggio 2024 D'Coque, Lussemburgo Durata: 1h:03 - Spettatori: 130 | Ungheria    | 3 - 0 | Fær Øer     | 25-18, 25-8, 25-10  |
| 26 maggio 2024 D'Coque, Lussemburgo Durata: 1h:18 - Spettatori: 280 | Lussemburgo | 0 - 3 | Ungheria    | 17-25, 14-25, 19-25 |

##### Girone 5
| 24 maggio 2024 Olimpiskais Sporta centrs, Riga Durata: 1h:09 - Spettatori: 780 | Georgia              | 0 - 3 | Lettonia             | 23-25, 14-25, 14-25 |
| 25 maggio 2024 Olimpiskais Sporta centrs, Riga Durata: 0h:00 - Spettatori: 0   | Bosnia ed Erzegovina | 0 - 3 | Georgia              | 0-25, 0-25, 0-25    |
| 26 maggio 2024 Olimpiskais Sporta centrs, Riga Durata: 0h:00 - Spettatori: 0   | Lettonia             | 3 - 0 | Bosnia ed Erzegovina | 25-0, 25-0, 25-0    |

##### Girone 6
| 24 maggio 2024 Pavilhão Municipal Santo Tirso, Santo Tirso Durata: 1h:26 - Spettatori: 1 315 | Islanda    | 0 - 3 | Portogallo | 19-25, 18-25, 12-25        |
| 25 maggio 2024 Pavilhão Municipal Santo Tirso, Santo Tirso Durata: 1h:41 - Spettatori: 100   | Montenegro | 3 - 1 | Islanda    | 25-14, 27-25, 20-25, 25-18 |
| 26 maggio 2024 Pavilhão Municipal Santo Tirso, Santo Tirso Durata: 1h:21 - Spettatori: 1 482 | Portogallo | 3 - 0 | Montenegro | 25-23, 25-20, 25-14        |

#### Terza settimana

##### Girone 7
| 31 maggio 2024 Tbilisi Sports Palace, Tbilisi Durata: 1h:19 - Spettatori: 1 150 | Lussemburgo | 0 - 3 | Georgia     | 24-26, 18-25, 15-25               |
| 1º giugno 2024 Tbilisi Sports Palace, Tbilisi Durata: 2h:14 - Spettatori: 207   | Islanda     | 2 - 3 | Lussemburgo | 25-21, 25-18, 23-25, 25-27, 14-16 |
| 2 giugno 2024 Tbilisi Sports Palace, Tbilisi Durata: 1h:46 - Spettatori: 3 100  | Georgia     | 3 - 1 | Islanda     | 25-16, 21-25, 25-19, 25-15        |

##### Girone 8
| 31 maggio 2024 Érd Aréna, Érd Durata: 1h:09 - Spettatori: 1 767 | Lettonia  | 0 - 3 | Ungheria  | 17-25, 16-25, 16-25        |
| 1º giugno 2024 Érd Aréna, Érd Durata: 1h:52 - Spettatori: 211   | Finlandia | 3 - 1 | Lettonia  | 25-14, 25-18, 22-25, 25-22 |
| 2 giugno 2024 Érd Aréna, Érd Durata: 2h:04 - Spettatori: 1 968  | Ungheria  | 1 - 3 | Finlandia | 17-25, 24-26, 27-25, 24-26 |

##### Girone 9
| 31 maggio 2024 SD Goran Čengić, Sarajevo Durata: 0h:00 - Spettatori: 0 | Montenegro           | 3 - 0 | Bosnia ed Erzegovina | 25-0, 25-0, 25-0 |
| 1º giugno 2024 SD Goran Čengić, Sarajevo Durata: 0h:00 - Spettatori: 0 | Portogallo           | 0 - 0 | Montenegro           | [ 4 ]            |
| 2 giugno 2024 SD Goran Čengić, Sarajevo Durata: 0h:00 - Spettatori: 0  | Bosnia ed Erzegovina | 0 - 3 | Portogallo           | 0-25, 0-25, 0-25 |

#### Quarta settimana

##### Girone 10
| 7 giugno 2024 Samkomuhøll, Tórshavn Durata: 1h:05 - Spettatori: 50 | Finlandia            | 3 - 0 | Fær Øer              | 25-14, 25-19, 25-17 |
| 8 giugno 2024 Samkomuhøll, Tórshavn Durata: 0 - Spettatori: 0      | Bosnia ed Erzegovina | 0 - 3 | Finlandia            | 0-25, 0-25, 0-25    |
| 9 giugno 2024 Samkomuhøll, Tórshavn Durata: 0 - Spettatori: 0      | Fær Øer              | 3 - 0 | Bosnia ed Erzegovina | 25-0, 25-0, 25-0    |

#### Classifica
| Pos. | Squadra              | Pt | G | V | P | SV | SP | Ratio | PF  | PS  | Ratio |
| ---- | -------------------- | -- | - | - | - | -- | -- | ----- | --- | --- | ----- |
| 1.   | Finlandia            | 18 | 6 | 6 | 0 | 18 | 3  | 6,000 | 517 | 341 | 1,516 |
| 2.   | Ungheria             | 15 | 6 | 5 | 1 | 16 | 4  | 4,000 | 495 | 365 | 1,356 |
| 3.   | Portogallo           | 12 | 5 | 4 | 1 | 13 | 3  | 4,333 | 385 | 243 | 1,584 |
| 4.   | Montenegro           | 12 | 5 | 4 | 1 | 12 | 5  | 2,400 | 402 | 263 | 1,528 |
| 5.   | Georgia              | 12 | 6 | 4 | 2 | 13 | 7  | 1,857 | 441 | 353 | 1,249 |
| 6.   | Lettonia             | 9  | 6 | 3 | 3 | 11 | 10 | 1,100 | 451 | 402 | 1,121 |
| 7.   | Lussemburgo          | 5  | 6 | 2 | 4 | 6  | 14 | 0,428 | 368 | 468 | 0,786 |
| 8.   | Fær Øer              | 3  | 6 | 1 | 5 | 3  | 15 | 0,200 | 302 | 375 | 0,805 |
| 9.   | Islanda              | 1  | 6 | 0 | 6 | 5  | 18 | 0,277 | 444 | 545 | 0,814 |
| 10.  | Bosnia ed Erzegovina | 0  | 6 | 0 | 6 | 0  | 0  | 0,000 | 0   | 450 | 0,000 |

      Qualificata alla finale.

### Finale

#### Andata
| 13 giugno 2024 Pavilhão Municipal Santo Tirso, Santo Tirso Durata: 1h:17 - Spettatori: 1 456 | Portogallo | 0 - 3 | Finlandia | 17-25, 21-25, 11-25 |

#### Ritorno
| 16 giugno 2024 Tampereen jäähalli, Tampere Durata: 2h:24 - Spettatori: 3 303 | Finlandia | 1 - 3 | Portogallo | 25-21, 22-25, 23-25, 24-26 Golden set: 21-23 |

## Classifica finale
| Pos | Squadra              | Rosa |
| --- | -------------------- | --- |
|     | Portogallo           | Formazione: 1 Cavalcanti, 2 Silva, 3 Pardal, 4 Rodrigues, 5 M. Garcez, 6 J. Garcez, 7 Monteiro, 9 Clemente, 10 de Oliveira, 12 do Carmo, 13 Maia, 14 Lopes, 15 Kavalenka, 16 Cassamá, CT: Silva                                                                                              |
|     | Finlandia            | Formazione: 3 Rekola, 7 Jalonen, 8 Alank, 9 Aronen, 10 Penttilä, 13 Kääntä, 15 Öhman, 16 Laaksonen, 17 Lindgren, 18 Tikka, 20 Bjärregård-Madsen, 21 Yli-Sissala, 23 Pyhäjärvi, 24 Joki, 26 Ahtola, CT: Buser                                                                                 |
| 3   | Ungheria             | Formazione: 2 F. Tóth, 4 Jámbor, 5 Kump, 6 Glemboczki, 8 S. Tóth, 9 Ambrosio, 10 Radnai, 12 Szedmák, 13 Németh, 14 Kiss, 16 Petrenkó, 17 Erőss, 20 Kertész, 23 Lászlop, CT: Chiappini |
| 4   | Montenegro           | Formazione: 1 Đurović, 2 Krunić, 4 Cenović, 5 Šušić, 7 Jovović, 8 Madžgalj, 11 Džaković, 12 Petranović, 14 Božović, 15 Vukčević, 16 Rakočević, 17 Popović, 19 Đukić, 21 Rakočević, 22 Dragović, CT: Krunić                                                                                   |
| 5   | Georgia              | Formazione: 1 Gaprindashvili, 6 Tchumburidze, 7 Ulumbelashvili, 8 Beriashvili, 9 Bluashvili, 10 Chelidze, 12 Kobaidze, 13 Lortkipanidze, 14 Zhgenti, 15 Mushkudiani, 17 Katsitadze, 18 Lobzhanidze, 27 Kalandadze, 99 Diasamidze, CT: Melnychuk                                              |
| 6   | Lettonia             | Formazione: 1 Zvaigzne, 2 Ozola, 3 Kat. Struka, 4 Levinska, 5 Dambrehte, 6 Šteinberga, 8 Dolotova, 11 Nečiporuka, 12 Rīta, 13 Sola, 15 Cepurīte, 16 Jurdža, 17 Vagele, 18 Reknere, 20 Kar. Struka, 21 Ankevica, 22 Bože, CT: Capriotti                                                       |
| 7   | Lussemburgo          | Formazione: 1 da Costa, 2 Mulli, 3 Boudot, 5 Bokungu, 7 Teso, 10 Richartz, 11 Feller, 16 Schaack, 18 Van Elslande, 19 Fraschetti, 20 Tarantini, 21 Snopok, 23 Karzel, 26 Wolf, 27 Lepicka, 28 Kafaï El Khorassani, 29 Koos, CT: Aiuto                                                        |
| 8   | Fær Øer              | Formazione: 1 Christiansdóttir, 3 Falkvard, 4 Sonnedóttir Danielsen, 5 Østerø Knudsen, 6 Jacobsen, 8 Silvansdóttir, 9 Samson, 10 Prior, 11 Joensen, 12 Arnholdsdóttir, 13 Osberg Højsted, 14 Sigridardóttir Muller, 15 Samulesen, 16 Toftegaard, CT: Imhoff                                  |
| 9   | Islanda              | Formazione: 2 E. Einarsdóttir, 3 M. Einarsdóttir, 4 H. Stefánsdóttir, 6 H. Einarsdóttir, 7 Arnarsdóttir, 8 V. Einarsdóttir, 10 S. Stefánsdóttir, 11 Heimisdóttir, 12 L. Guðmundsdóttir, 14 Blöndal, 15 Gretarsdóttir, 16 Þórarinsdóttir, 17 Ragnarsdóttir, 19 Þ. Guðmundsdóttir, CT: Pistoia |
| 10  | Bosnia ed Erzegovina | - |

|  | Promossa in European Golden League 2025 |

## Statistiche
| Rendimento individuale | Rendimento individuale | Rendimento individuale | Rendimento individuale |
| Pos.                   | Nome                   | Punti                  | Squadra                |
| ---------------------- | ---------------------- | ---------------------- | ---------------------- |
| 1                      | Rosa Bjärregård-Madsen | 114                    | Finlandia              |
| 2                      | Marta Levinska         | 91                     | Lettonia               |
| 3                      | Ann Kalandadze         | 87                     | Georgia                |
| 4                      | Gréta Kiss             | 83                     | Ungheria               |
| 5                      | Carla Mulli            | 77                     | Lussemburgo            |
| 5                      | Thelma Grétarsdóttir   | 77                     | Islanda                |

| Attacchi vincenti | Attacchi vincenti      | Attacchi vincenti | Attacchi vincenti |
| Pos.              | Nome                   | Punti             | Squadra           |
| ----------------- | ---------------------- | ----------------- | ----------------- |
| 1                 | Rosa Bjärregård-Madsen | 104               | Finlandia         |
| 2                 | Marta Levinska         | 81                | Lettonia          |
| 3                 | Carla Mulli            | 67                | Lussemburgo       |
| 4                 | Thelma Grétarsdóttir   | 65                | Islanda           |
| 5                 | Gréta Kiss             | 64                | Ungheria          |

| Muri vincenti | Muri vincenti      | Muri vincenti | Muri vincenti |
| Pos.          | Nome               | Punti         | Squadra       |
| ------------- | ------------------ | ------------- | ------------- |
| 1             | Sara Stefánsdóttir | 18            | Islanda       |
| 2             | Melani Ambrosio    | 15            | Ungheria      |
| 2             | Ann Kalandadze     | 15            | Georgia       |
| 4             | Amanda Cavalcanti  | 14            | Portogallo    |
| 5             | Lizzy Lobzhanidze  | 13            | Georgia       |

| Battute vincenti | Battute vincenti  | Battute vincenti | Battute vincenti |
| Pos.             | Nome              | Punti            | Squadra          |
| ---------------- | ----------------- | ---------------- | ---------------- |
| 1                | Ann Kalandadze    | 12               | Georgia          |
| 2                | Gréta Kiss        | 11               | Ungheria         |
| 3                | Brigitta Petrenkó | 10               | Ungheria         |
| 3                | Alice Clemente    | 10               | Portogallo       |
| 5                | Nevena Vukčević   | 9                | Montenegro       |
| 5                | Saška Đurović     | 9                | Montenegro       |
| 5                | Taija Tikka       | 9                | Finlandia        |
| 5                | Júlia Kavalenka   | 9                | Portogallo       |